# Phare de San Fernando
Le phare de San Fernando ou phare de Poro Point est un phare situé sur la Pointe San Fernando, à San Fernando, dans la province de La Union aux Philippines. 
Ce phare géré par le Maritime Safety Services Command (MSSC) , service de la Garde côtière des Philippines (Philippine Coast Guard ).

## Histoire
Le premier phare a été mis en service en novembre 1885. C'était une tourelle métallique fabriquée en France de six mètres de haut. Il a été endommagé par l'érosion de la falaise et remplacé par le phare actuel.

## Description
Le phare actuel est une tour circulaire non peinte avec galerie et sans lanterne de 20 m de haut. Il y a plusieurs petits bâtiments autour de la base de la tour. Il est érigé sur un promontoire à la fin de la péninsule  à environ 5 km à l'ouest de San Fernando, à l'entrée orientale du golfe de Lingayen (mer de Chine méridionale). Le feu émet, à une hauteur focale de 33 m,  deux éclats blancs toutes les 10 secondes. Le feu est alimenté par un aéro-générateur.
Identifiant : ARLHS : PHI-053 ; PCG-.... - Amirauté : F2698 - NGA : 14408 .
|                     |
| Pointe San Fernando |

|                              |
| Localisation de San Fernando |

### Lien connexe
- Liste des phares aux Philippines